# Daduo (köpinghuvudort i Kina, Jiangsu Sheng, lat 32,90, long 120,03)
Daduo är en köpinghuvudort i Kina. Den ligger i provinsen Jiangsu, i den östra delen av landet, omkring 150 kilometer nordost om provinshuvudstaden Nanjing. Antalet invånare är 34 571. Befolkningen består av 16 620 kvinnor och 17 951 män. Barn under 15 år utgör 12,0 %, vuxna 15-64 år 73 %, och äldre över 65 år 13,0 %.
Runt Daduo är det tätbefolkat, med 591 invånare per kvadratkilometer. Närmaste större samhälle är Shaoyang, 18,8 km väster om Daduo. Trakten runt Daduo består till största delen av jordbruksmark.
Genomsnittlig årsnederbörd är 1 148 millimeter. Den regnigaste månaden är juli, med i genomsnitt 241 mm nederbörd, och den torraste är januari, med 30 mm nederbörd.